# نوواوگلوفسکی
نوواوگلوفسکی (به لاتین: Novouglovsky) یک منطقهٔ مسکونی در روسیه است که در سرزمین آلتای واقع شده‌است.